# Метрика Фрідмана — Леметра — Робертсона — Вокера
Метрика Фрідмана-Леметра-Робертсона-Вокера — метрика простору-часу, яка описує однорідний ізотропний нескінченний простір і використовується в фізичній космології для опису його еволюції.
Метрика ФЛРВ визначає просторово-часовий інтервал формулою:
{\displaystyle ds^{2}=-c^{2}dt^{2}+a(t)^{2}[{\frac {dr^{2}}{1-kr^{2}}}+r^{2}(d\theta ^{2}+\sin ^{2}\theta d\varphi ^{2})]},
де величина k може приймати значення +1, 0, -1, що відповідає різним формам Всесвіту (власне, додатній, нульовій та від'ємній кривині відповідно), {\displaystyle a} — так званий масштабний фактор, що співвідноситься з кривиною простору, в загальному випадку залежний від часу, c — швидкість світла у вакуумі, {\displaystyle r,\theta ,\varphi } — сферичні координати, t — час.
У наведеній формі метрики масштабний фактор має розмірність довжини, а його числове значення відповідає радіусу кривини простору-часу. При цьому радіальна відстань безрозмірна, а її одиничне значення відповідає масштабу радіуса кривини. У альтернативній формі метрики масштабний фактор безрозмірний, відстань розмірна, а k являє собою розмірну гаусову кривину, числове значення якої обернене до радіуса кривини у квадраті.
Однорідно заповнений речовиною простір повинен мати однакову кривину в будь-якій точці. В залежності від знаку k, метрика описує еліптичний, евклідів та гіперболічний простір, тобто замкнений, плоский і незамкнений Всесвіт, відповідно.
Для того, щоб визначити залежність масштабного фактора від часу необхідно розв'язати рівняння Ейнштейна, доповнивши їх рівнянням стану для речовини. Припустивши, що речовина Всесвіту аналогічна за своїми властивостями ідеальній рідині, такі рівняння отримав у 1922 Олександр Фрідман.

## Назва
Метрика названа на честь Олександра Фрідмана, Жоржа Леметра, Говарда Персі Робертсона та Артура Джефрі Вокера. В США її частіше називають метрикою Робертсона-Вокера, в інших частинах світу — метрикою Фрідмана-Леметра.